# Balbus (Agrimensor)
Balbus war ein lateinischer Fachschriftsteller, ein Agrimensor bzw. Feldvermesser, Ende des 1. Jahrhunderts bis Anfang des 2. Jahrhunderts, der sich in seinen erhaltenen Schriften hauptsächlich mit mathematischen Aspekten beschäftigt hat. (Da die Texte der Agrimensoren wenig strukturiert sind, werden die Zitate im Folgenden durch den Namen des Agrimensors und die Seiten- und Zeilenangabe in der Ausgabe Brian Campbells angegeben.)

## Name, Person, Quellenlage
Balbus ist einer der weniger bekannten Autoren im Corpus agrimensorum Romanorum. Die Versuche, ihn oder den Adressaten seiner Widmung, Celsus, mit bekannteren Trägern dieser Namen gleichzusetzen, überzeugten nicht. Daher bleiben für seinen Lebenslauf nur die Angaben, die er selbst in seiner Schrift, hauptsächlich in der Widmung, macht. Dort bezeichnet er sich und Celsus als erfahrene und kundige Mensoren. Balbus ist bei dem siegreichen Feldzug des römischen Imperators in Dakien (wohl Domitian 86 n. Chr. oder Trajan 101–102 n. Chr.) bei den Truppen. Er stilisiert sich als aktiven Kriegsteilnehmer, der sowohl militärische Aufgaben wahrnimmt, als auch feldmesserische, wie das Konstruieren gerader Schneisen (rigores) in unwegsamen Gelände (Balbus, S. 204, 18-23). Es ist ihm aber auch wichtig, die Grundlagen seiner Tätigkeit schriftlich festzuhalten, die er nicht als professio = Gewerbe, angegebene Kunst bezeichnet, wie der Agrimensor Siculus Flaccus, sondern als studium = Interesse, wissenschaftliche Beschäftigung (Balbus, S. 204,3). Der Text ist in zahlreichen Handschriften überliefert, meistens ohne Überschrift und in Bruchstücken. In einigen Handschriften ist er auch fehlerhafterweise mit dem Namen Sextus Iulius Frontinus oder Fronto verbunden. Überzeugend ist die Handschrift im Codex Arcerianus in Wolfenbüttel (siehe Corpus agrimensorum Romanorum) mit dem Anfang: Incipit liber, Balbi ad Celsum expositio et ratio omnium formarum. Die Vermutung, dass Balbus der Autor einer weiteren Schrift De asse sei, wie auch, dass ein weiterer Text des Corpus agrimensorum Romanorum, der Marcus Iunius Nipsus zugeschrieben wird, von ihm stamme, gelten als widerlegt.
Andere Werke sind der Zuschreibung nach unsicher, zum Beispiel eine Städteliste (Liber coloniarum) von einem Balbus Mensor, der möglicherweise mit diesem Balbus identisch ist. Der Inhalt ist aber nicht Teil der Expositio gewesen.
Fabius Calvus aus Ravenna publizierte 1525 ein Traktat über Brüche, für das er einen Balbus als Quelle angibt. Dieser ist aber nicht mit diesem Balbus identisch, da er in späterer Zeit lebte (3. bis 4. Jahrhundert).
Wahrscheinlich sind weitere Teile des erhaltenen Corpus agrimensorum von Balbus oder gehen auf ihn zurück.
Paul Gensel nennt ihn im Pauly-Wissowa einen der hervorragendsten römischen Agrimensoren neben Frontinus und Hyginus Gromaticus.

## Expositio et ratio omnium formarum
Darstellung und Theorie sämtlicher Grundrisse ist die Überschrift. Tatsächlich zerfällt der, im Gegensatz zur Widmung eher praxisferne Text, in drei Teile: eine kurze Definition von Längen-, Flächen- und Körpermaßen (Balbus, S. 206,4–42), eine Übersetzung und Bearbeitung weniger Teile der Geometrie, wie sie Euklid in seinem Werk Die Elemente definiert hat (Balbus, S. 208,1-40) und den Versuch, diese Theorie mit der agrimensorischen Praxis zu verbinden (Balbus, S. 210,1-214,3).

### Längen-, Flächen- und Körpermaße
Man nimmt an, dass Balbus weitgehend den Schriften des griechischen Mathematikers Heron von Alexandria folgt. Der griechische Text war ihm mit großer Wahrscheinlichkeit nicht zugänglich. Aber schon zu Anfang der Kaiserzeit lagen lateinische Bearbeitungen vor. Wie Heron stellt Balbus ausgehend vom pes = Fuß kleinere und größere Längenmaße vor. Es gibt viele Übereinstimmungen, etwa ist die kleinste Einheit bei beiden Autoren 1/16 Fuß mit der Bezeichnung Finger (lat.: digitus, gr.: δάκτυλος), aber auch Unterschiede. Die verwendeten Namen der Einheit werden auch bei Plinius dem Älteren und umfassend bei Lucius Iunius Moderatus Columella, ja zum Teil schon bei Cato dem Älteren und Marcus Terentius Varro genannt.

### Euklidische Geometrie
Omnis autem mensurarum obseruatione et oritur et desinit signo. signum est cuius pars nulla est (Balbus, S. 208,1-2: Jede Messung beginnt und endet mit dem Zeichen. Ein Zeichen ist das, was keinen Teil hat) – Damit beginnt Balbus seine lateinische Fassung der Definitionen in Buch I des Euklidischen Werks Die Elemente, um sie über Geraden- und Winkeldefinition bis zum Vieleck fortzusetzen. Es ist wahrscheinlich die älteste erhaltene Abhandlung über die Anfangsgründe der Geometrie in lateinischer Sprache. Allerdings ist im Corpus agrimensorum Romanorum ein weiteres Textstück erhalten (Friedrich Bluhme, Karl Lachmann, Adolf August Friedrich Rudorff (Hrsg.): Gromatici veteres, S. 377). Es steht vermischt mit Texten, die der Geometrie des Boethius zugewiesen werden und ist vermutlich eine Übersetzung des Boethius. Dass die beiden Texte zumindest nicht unmittelbar voneinander abhängen, sieht man an der unterschiedlichen Übersetzung der Fachbegriffe. Boethius spricht etwa in der 1ten Definition vom punctum, Balbus vom unbestimmten signum. Boethius übersetzt Oberfläche korrekt mit superficies, Balbus mit summitas, was eher das Oberste einer Sache, die Spitze bedeutet. Balbus kann der Klarheit der Definitionen nicht immer folgen. Die eindeutige Definition 15:
Ein Kreis ist eine … Figur mit der Eigenschaft, dass alle von einem innerhalb der Figur gelegenen Punkte bis zur Linie laufenden Strecken einander gleich sind (Übersetzung Clemens Thaer)
„verkommt“ bei Balbus zu einem unbestimmten:
circumferens, cuius incessus a conspectu signorum suorum distabit (Balbus, S. 208,17f.: die Kreislinie wird dadurch gekennzeichnet, dass ihr Verlauf vom Mittelpunkt aus nicht gesehen wird).
Die Definition des Boethius ist um einiges näher am Original.

### Agrimensorische Praxis
Balbus versucht, dieses theoretische Konzept für die praktische Arbeit heranzuziehen, etwa indem Gebiete, deren Grenzen weder Gerade noch Kreissegmente sind, auf geometrisch definierte Figuren zurückgeführt werden (Balbus, S. 210,23–29). Die Ausführungen sind nicht immer klar. Auch die beigefügten Zeichnungen passen nur teilweise, Erstaunlicherweise finden sich keine der bei Euklid angeführten Flächenberechnungen, wie sie Lucius Iunius Moderatus Columella aufgenommen hat. Möglicherweise liegt das daran, dass nur ein Teil der Schrift erhalten ist.

## Textausgaben
- Friedrich Blume, Karl Lachmann, Adolf August Friedrich Rudorff (Hrsg.): Gromatici veteres. Die Schriften der römischen Feldmesser, 2 Bde., Berlin 1848–1852 (hier Band 1, S. 91–107)
- Brian Campbell, (Hrsg., Übers., Komm.): The writings of the Roman land surveyors. Introduction, translation and commentary (= Journal of the Roman Studies Monographs. 9), London 2000

## Einzelbelege
1. ↑  Brian Campbell: The writings of the Roman land surveyors, S. XXXIXf.
2. ↑  Karl Lachmann: Über Frontinus, Balbus, Hyginus und Agennus Urbicus, S. 131–134.
3. ↑  Moritz Cantor: Die römischen Agrimensoren und ihre Stellung in der Geschichte der Feldmeßkunst, S. 100f.
4. ↑  Folkerts in Dictionary of Scientific Biography
5. ↑  Theodor Mommsen: Die libri coloniarum, S. 148.
6. ↑  Friedrich Hultsch: Griechische und römische Metrologie, S. 12.
7. ↑  Heron: Definitionen geometrischer Benennungen, 130–132.
8. ↑  Columella: De re rustica libri duodecim, Buch 5,5–7.
9. ↑  Menso Folkerts: Die Mathematik der Agrimensoren – Quellen und Nachwirkung, S. 133.
10. ↑  Menso Folkerts: Die Mathematik der Agrimensoren – Quellen und Nachwirkung, S. 133.
11. ↑  Karl Ernst Georges: Ausführliches lateinisch-deutsches Handwörterbuch.
12. ↑  Brian Campbell: The writings of the Roman land surveyors, S. 434, Anmerkung 18.

| Personendaten    | Personendaten           |
| ---------------- | ----------------------- |
| NAME             | Balbus                  |
| KURZBESCHREIBUNG | lateinischer Agrimensor |
| GEBURTSDATUM     | 1. Jahrhundert          |
| STERBEDATUM      | 2. Jahrhundert          |